# Коротченко, Пётр Вадимович
Пётр Вади́мович Коро́тченко (8 декабря 1959, Грозный) — экономист, политик, российский бизнесмен.
Мэр города Черкесска (с 2005 по 2011 год). Директор Восточных электрических сетей, филиала ОАО МОЭСК (с 2011 по 2012 год).

## Образование
Высшее — Кабардино-Балкарский государственный университет, зооинженер (1981 год).
Высшее — Московский институт государственного управления и права, юрист (2013 год).
Высшая школа государственного администрирования МГУ им. М.В. Ломоносова (2012—2013 год)

## Трудовая деятельность
С 1981 по 1989 годы работал в сельскохозяйственной сфере — на сельскохозяйственных предприятиях Карачаево-Черкесской Республики и Ставропольского края, главным специалистом в Карачаево-Черкесском агропромышленном комитете, начальник производственного объединения по племенной работе Карачаево-Черкесии, ведущий специалист Госинспекции по заготовке, качеству сельхозпродукции и продуктов её переработки агропромышленного комбината «Карачаево-Черкесский».
С 1990 года вел активную предпринимательскую деятельность.
С 1992 по 1994 год был председателем Совета коммерческого банка «ТАШЛА» г. Ставрополе.
С 2001 года стал первым заместителем Главы администрации города Черкесска, а впоследствии (с 2005 по 2011 годы) руководителем мэрии (мэром) муниципального образования города Черкесска.
С 2011 по 2012 год работал в сфере электроэнергетики — в энергосетевой компании ОАО «Московская областная энергосетевая компания», на должности заместитель Генерального директора — директор филиала «Восточные электрические сети» ОАО «МОЭСК» (г. Москва)
С 2014 по 2017 год был председателем совета директоров ООО «Добровольное», в Ставропольском крае
С 2017 по 2018 год занимал должность Советника Первого Вице-Президента АО «Газпромбанк» в г. Москва
С 2018  года председатель совета директоров ООО СХП «Добровольное»
С 2019 года председатель совета директоров ООО «Александрийский элеватор»
С 30 сентября 2021 года депутат Думы Ставропольского края седьмого созыва по одномандатному избирательному округу № 3

## Труды, публикации
- Обеспечение финансовой стабилизации жилищно-коммунального комплекса;
- Оценка эффективности и социально-экономических последствий реализации программы реформирования жилищно-коммунального комплекса;
- Резервы экономики и ресурсосбережения (на примере деятельности органов управления муниципального образования— города Черкесска);
- Аудит эффективности бюджетных средств;
- Проблемы правоприменительной практики распоряжения землей в муниципальных образованиях на примере мэрии муниципального образования города Черкесска.
- Совершенствование организационного и экономического механизма в муниципальных образованиях (на примере жилищно-коммунального хозяйства) (диссертация)

## Программы и конференции
- 2004 год — обучение по программе «Экономика, современные проблемы и перспективы развития»;
- 2004 год — участие в научно-практической конференции «Наука, образование, курортология — век XXI: информационные подходы», город Анталья (Турция);
- 2006 год — участие в Международной научно-практической конференции «Реформирование бухгалтерского учёта и аудита в соответствии с международными стандартами», город Сочи.

## Награды
- Медаль «За заслуги в проведении Всероссийской переписи населения» (2002);
- Нагрудный знак Министерства финансов РФ «Отличник финансовой работы» (2004);
- Серебряная медаль Аудиторской палаты Южного региона «За личный вклад в развитие аудиторской профессии в Южном федеральном округе» (2006);
- Благодарность Президента Российской Федерации (2008);
- Орден Русской православной церкви Святого благоверного князя Даниила Московского III степени (2008);
- Медаль ордена «За заслуги перед Отечеством» II степени (2010);
- Почётный знак «За заслуги в развитии местного самоуправления»;
- Медаль «За укрепление боевого содружества» (2010).

## Почётные звания
- Почётное звание «Заслуженный экономист Карачаево-Черкесской республики»;
- Почётный житель города Черкесска.

## Общественная деятельность
- член городского и регионального отделений политсовета партии «Единая Россия»;
- председатель Карачаево-Черкесского регионального отделения общественной организации «Всероссийский Совет местного самоуправления»;
- член Президиума Общероссийской общественной организации «Всероссийский Совет местного самоуправления»
- участвовал в выборах в качестве кандидата на должность вице-президента Карачаево-Черкесской Республики (2003 год)
- был рекомендован Высшим советом партии «Единая Россия» на пост Главы Карачаево-Черкесской Республики (2011 год)